# Evrotasz
Az Evrotasz avagy Eurotasz (görögül Ευρώτας) folyó Görögországban, a Peloponnészoszi-félszigeten.
Hossza 82 kilométer. A Tajgetosz-hegységben ered, keresztülfolyik Spárta városán és a Lakóniai-öbölbe ömlik. Már az ókorban vízi szállítási útvonalként használták.
Az Evrotasz időnként megárad, néha veszélyesen. Az 1999-es áradás jelentős károkat okozott. Legutóbb 2005. november 24-én volt nagy áradás, amely utcákat és autókat öntött el, valamint a környék híres narancs- és olívaligeteit. A legnagyobb károkat Elosz város szenvedte ekkor, illetve a környékbeli falvak és Gütheio. Mintegy 17 000 hektárnyi terület szenvedett károkat.
A Spartathlon ultramaratoni futóverseny célba érkezőit a spártai lányok az Evrotasz vizével kínálják.